# Liste der Kulturdenkmäler in Ohlweiler
In der Liste der Kulturdenkmäler in Ohlweiler sind alle Kulturdenkmäler der rheinland-pfälzischen Ortsgemeinde Ohlweiler aufgeführt. Grundlage ist die Denkmalliste des Landes Rheinland-Pfalz (Stand: 27. Oktober 2023).

## Einzeldenkmäler
| Bezeichnung         | Lage                           | Baujahr                   | Beschreibung                                                                                 | Bild                           |
| ------------------- | ------------------------------ | ------------------------- | -------------------------------------------------------------------------------------------- | ------------------------------ |
| Backhaus            | Hauptstraße, neben Nr. 17 Lage | Ende des 19. Jahrhunderts | eingeschossiger Backsteinbau, teilweise Fachwerk, Krüppelwalmdach, Ende des 19. Jahrhunderts | BW                             |
| Evangelische Kirche | Kirchenweg Lage                | 14. Jahrhundert           | klassizistischer Saalbau, 1788, Turm teilweise aus dem 14. Jahrhundert                       | weitere Bilder Fotos hochladen |